# Jan Paul Strid
Jan Paul Strid, född 15 juli 1947, död 25 november 2018 i Linköping, var en svensk filolog, runolog och ortnamnsforskare samt professor vid Linköpings universitet.

## Biografi
Strid blev 1981 filosofie doktor i nordiska språk vid Stockholms universitet, där han 1982 blev docent. Från 2002 till sin pensionering var Strid professor i språkvetenskap  vid Linköpings universitet. Strid var en auktoritet på svenska ortnamn och medverkade regelbundet som språkexpert i Sveriges Radio. 2006 erhöll han Cnattingiuspriset för sin forskning om Östergötlands kultur och historia.